# Ксиленол
Ксиленол е събирателно наименование на всеки от шестте изомера на диметилфенола. Някои изомери имат представки орто-, мета- и пара-.
Поради своята реактивност и разтворимост ксиленолите намират приложение в много промишлени процеси, например при производството на смоли, полимери, изолации на електрически проводници и други.